# 민스킨
민스킨(Minskin)은 먼치킨과 버마 고양이 사이에 의도적으로 교배된 고양이 품종이다. 스핑크스와 데본 렉스가 일부 추가되어 있는 품종이다. 다리가 짧고 단모를 가진 러그허거(rug-hugger) 품종이다. 작은 몸집부터 중간 크기의 반범무늬이고, 근육질 몸매, 둥근 머리, 밑부분이 넓은 큰 귀, 두드러진 휘스커 패드 있는 짧고 넓은 주둥이와 크고 둥근 눈, 간격이 잘 벌어져 있는 눈을 갖고 있어 경계 표현을 할 때 감정이 두드러지게 나타난다.

## 같이 보기
- 오위히 밥